# Annulohypoxylon thouarsianum
Annulohypoxylon thouarsianum är en svampart. Annulohypoxylon thouarsianum ingår i släktet Annulohypoxylon och familjen kolkärnsvampar.

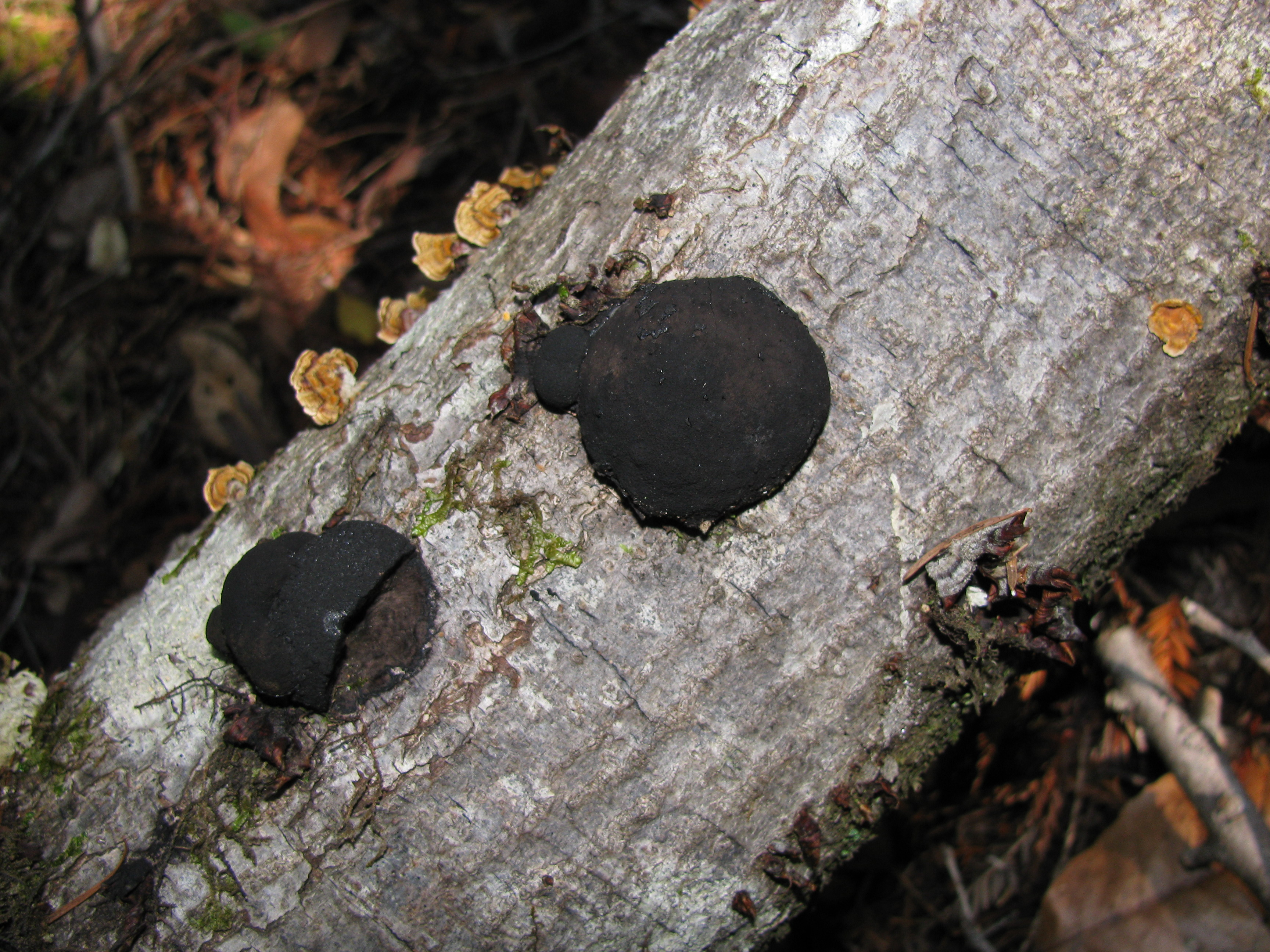
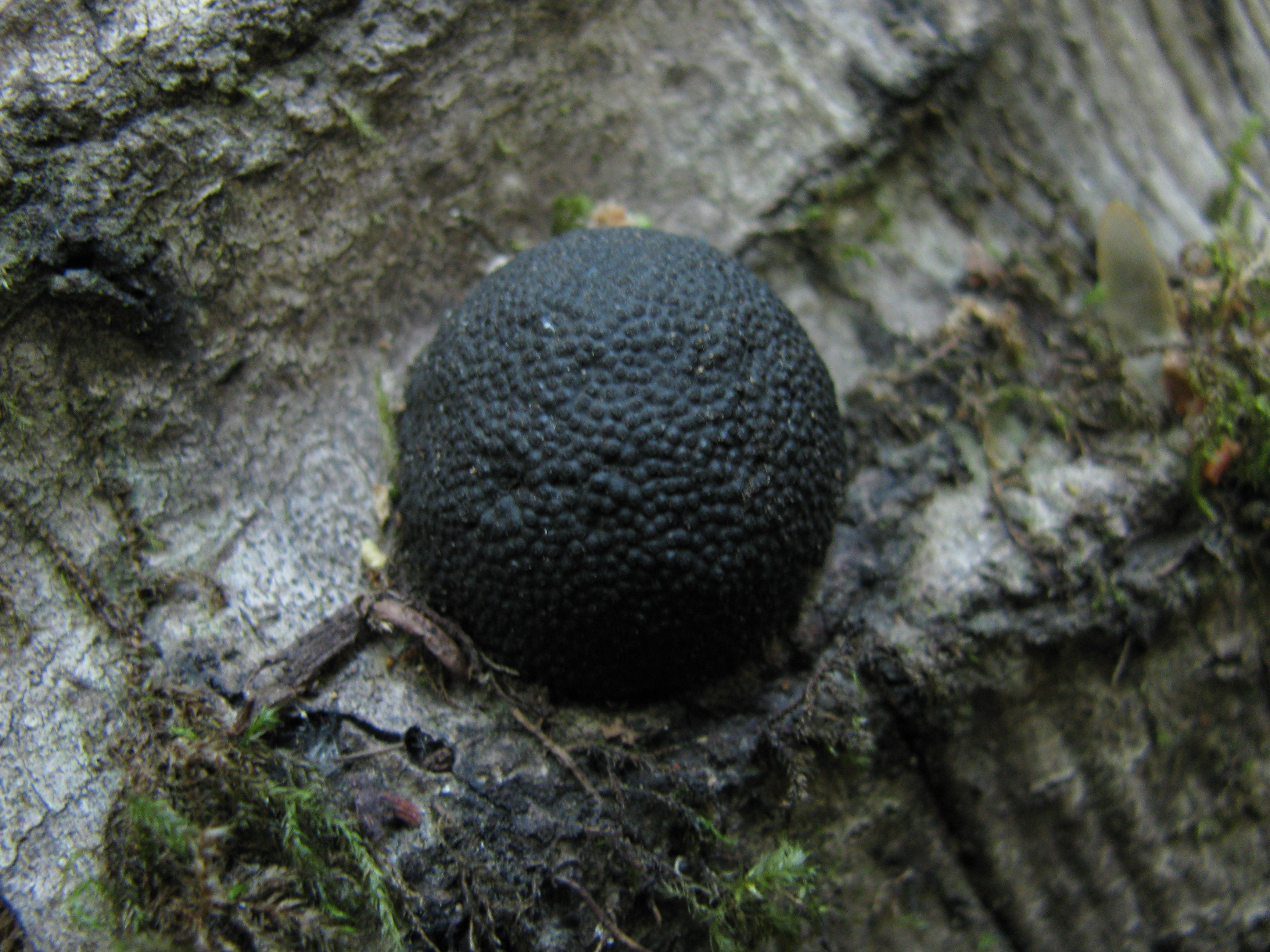

## Underarter
Arten delas in i följande underarter:
- thouarsianum
- macrosporum